# Дом Берга
Дом Берга — памятник архитектуры в Великом Новгороде, расположенный по адресу Большая Московская улица, дом 24.

## История
Дом, с оригинальным дизайном фасада в стиле эклектика, был построен в 1868 — 1869 годах одним из самых богатых новгородцев, купцом 2-й гильдии Эмилием Ивановичем Бергом. Особняк, один из самых дорогих домов Торговой стороны, выделялся не только своей красотой, но и размерами: страховая оценка дома в XIX веке составляла от 6 до 12,8 тыс. рублей.
С 1870 года, после смерти Э.И. Берга, дом принадлежал его сыну — Виктору Эмильевичу Бергу.
Здание семье Бергов принадлежало до 1922 года. Тогда это был доходный дом, на первом этаже которого располагалась аптека, а второй и третий этажи сдавались под квартиры. В дальнейшем в здании размещались органы госбезопасности (ГПУ – ОГПУ – НКВД) и «Общество любителей радио».
Во время Второй мировой войны здание сильно пострадало, но ещё до окончания войны, в конце 1944 года по заданию наркомата государственной безопасности (НКГБ), его начали восстанавливать, при этом была заложена проездная арка с южной стороны здания. Позже здание ещё не раз подвергалось ремонту и реконструкции.
В конце 1980-х годов в здании размещалась областная детско‐юношеская библиотека.
С начала 1990-х годов, ввиду аварийного состояния здания, дом долгое время пустовал и был практически разрушен, пока здание не стало собственностью строительной организации ООО «Инжстрой», руководство которой приняло решение отреставрировать памятник и восстановить фасад исторического здания.
27 января 1997 года Постановлением Администрации Новгородской области N 21 дом В.Э.Берга отнесён к памятникам истории и культуры местного значения.
В ноябре 2008 года бывший дом Берга был отреставрирован и сдан в эксплуатацию — на первом этаже открылся ресторан русской кухни «Дом Берга», а на втором и третьем этажах расположились офисы различных фирм.

## Галерея

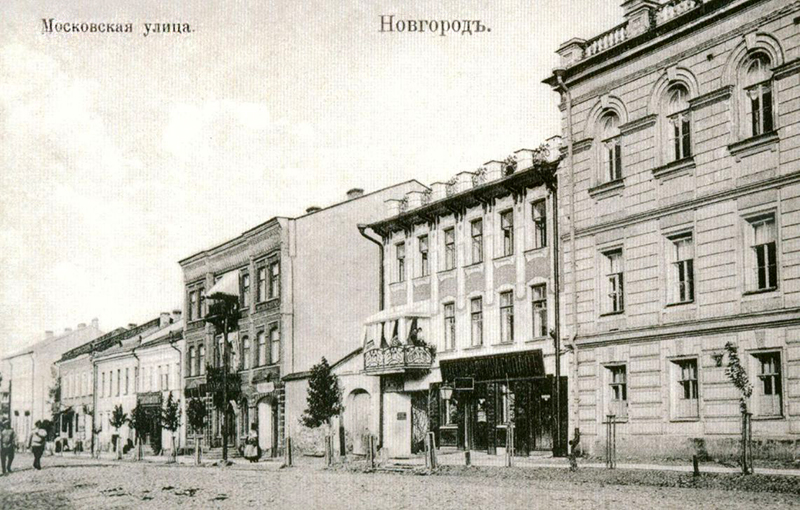
Московская улица. Дом Берга в центре. Конец XIX века.
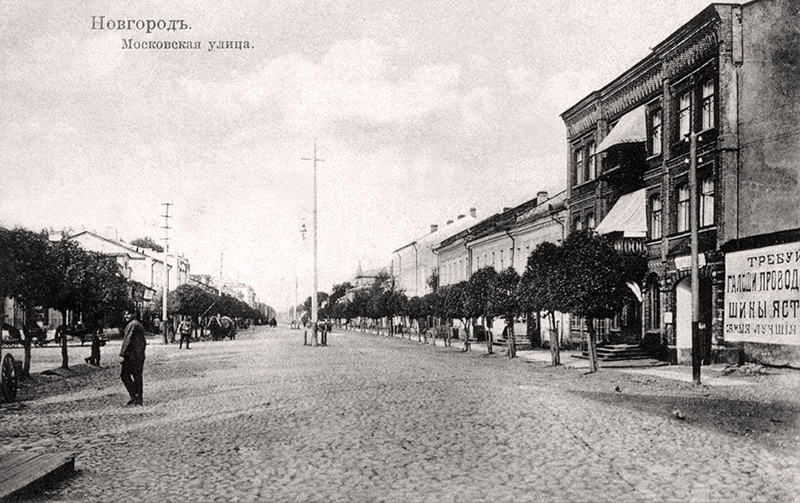
Московская улица. Дом Берга справа. Конец XIX века.
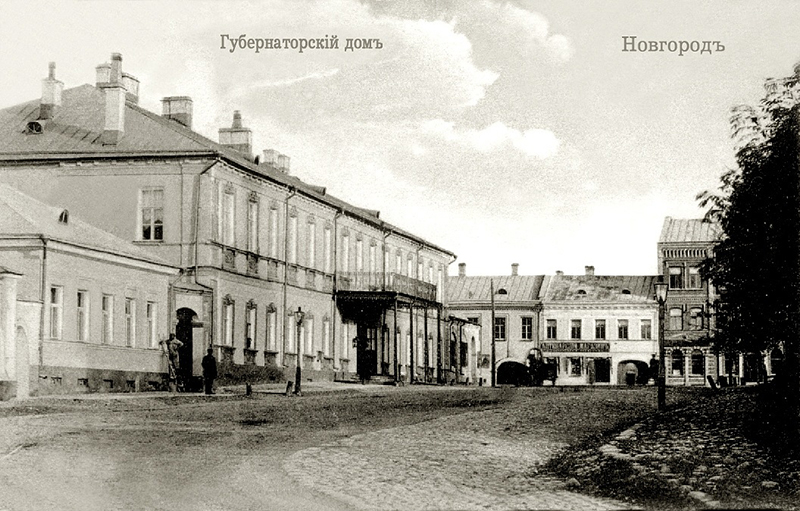
Губернаторский дом. Справа виден дом Берга. Конец XIX века.